# Bosniska pyramider
Bosniska pyramider är ett påstående från Semir Osmanagić om att ett berg vid Visoko i Bosnien i själva verket är en över 200 meter hög pyramid byggd för flera tusen år sedan. Påståendet har tillbakavisats av professionella arkeologer.

## Inledning
I oktober år 2005 gick amatörarkeologen och författaren Semir Osmanagić ut i media och hävdade att han funnit en 213 meter hög, artificiell pyramid i hjärtat av Bosnien, vid den medeltida huvudstaden Visoko nordväst om Sarajevo. Senare kom fler rapporter där man sa sig ha funnit ännu fler uråldriga stenkonstruktioner bredvid den förstnämnda pyramiden. Efter diverse undersökningar och utgrävningar, vilka upprört professionella arkeologer då de anses förstöra medeltida lämningar i anslutning till ”pyramiden”, har det bildats två läger: de som tror, och de som inte tror. Upptäckaren Osmanagić, som planerade att avlägsna jordtäcket och göra konstruktionerna synliga till år 2012 då han den 18 juni 2006 gick ut med kommentaren; "Medan större delen av Europa var täckt av is för 12 500 år sedan så blomstrade kulturerna i Bosnien och kring Adriatiska havet. Civilisationen kom inte till Bosnien från mellan- och västeuropa - utan spred sig från Bosnien till resten av Europa."
Vetenskapliga utredningar vid platsen visade att det inte finns några pyramider. 
Utöver detta har forskare kritiserat Bosnien-Hercegovinas myndigheter för att stödja påståendet om pyramider genom att säga: "Detta projekt är ett elakt skämt med den intet ont anande allmänheten och har ingen plats inom den äkta vetenskapsvärlden."

## Beskrivning av fynd

### Pyramiderna
Kullen/berget som hävdas utgöra den största pyramiden mäter över 200 meter och hävdas ha byggts av en högtstående kultur för mellan 12 000 och 2 500 år sedan. Om kullen skulle bevisas dölja en pyramid så skulle konstruktionen inta förstaplatsen storleks och åldersmässigt i hela världen - då kullen är 1/3 högre än Cheopspyramiden i Giza, som idag räknas som världens näst största pyramid. Geometriskt anser man att kullen kan liknas vid trappstegspyramiderna i Mexiko, med en platt översta platå, fyra sluttande hörnpartier, och slätpolerade trappsteg som leder upp till toppskiktet, även om påståendena inte kunnat bevisas slutgiltigt. Dess likheter med den mexikanska solpyramiden har även lett fram till namngivningen av kullen, nämligen ”Bosniens solpyramid” (Bosanska Piramida Sunca). Man säger sig även ha funnit 3 mindre, ännu äldre pyramider, och en tempelbyggnad, som man valt att kalla ”Månpyramiden” (Bosanska Piramida Mjeseca), ”Drakpyramiden” (Bosanska Piramida Zmaja), ”Kärlekspyramiden” (Bosanska Piramida Ljubavi), och ”Jordens tempel” (Hram Zemlje).

### Stenblock
Man tror sig även ha funnit massiva och människoskapade släta stenblock som utgör ett yttre lager på pyramidkonstruktionen, samt en stensatt väg som leder fram till den solpyramidens oidentifierade port; vissa geologer menar att blocken är fullt naturliga, medan pyramidentusiasterna, till exempel Osmanagic, menar att de är människoskapade. Vid solpyramiden har stenblock hittats på 1 meters djup, med en tjocklek på 70 cm, och en vikt på 10-30 ton. Enligt den lokala byggmaterialsexperten och f.d. borgmästaren i staden Tuzla, Selim Bešlagić, som fått undersöka stenprover från blocken, förefaller sandstenen och breccia-stenen ha högre densitet (täthet) än vanlig sand/breccia-sten - vilket lett fram till idén att stenmaterialen är människoskapade/manipulerade. Osmanagic och hans team, främst bestående av frivilliga bybor, menar även att stenblocken sammanbundits med hjälp av en cementliknande substans innehållande en stor mängd bindande kalciumhydroxid.

### Underjordiska tunnlar
I utforskandet av pyramiderna stötte man på långa underjordiska tunnlar, som man tror en gång sammanlänkat de olika monumenten. Tunnlarna är upp till flera kilometer långa, och var 30:e meter har tunnlarna utrustats med ventilationstunnlar. Att tunnlarna är människoskapade, och inte geologiska formationer, verkar de flesta forskarna hålla med om, även om forskare som inte ingår i Osmanagic team menar att tunnlarna tillhör en medeltida gravsättningstradition, och inte en 10 000 år gammal solpyramid.

### Inskriptioner
I utforskandet av tunnlarna fann man även inskriptioner som liknade någon form av primitivt, europeiskt skriftspråk - särskilt ett tecken som liknar dagens ”E”. Dock säger flera källor att dessa inskriptioner måste vara ett nutida skämt - då man passerade platsen många gånger, för att plötsligt en dag få syn på inskriptioner som i själva verket borde ha identifierats första gången man studerade tunneln. Vad inskriptionerna, skämt eller inte, kan tänkas betyda vet man ännu inte.

### Stenklot
Runtomkring i Bosnien har det sedan en jordbävning för 12-13 år sedan, rapporterats om fynd av stenklot, liknande de 390 klot som upptäcktes i Costa Rica på 1930-talet. Osmanagic har besökt Costa Ricas stenklot, som enligt vissa är naturligt skapade av vulkanisk aktivitet för miljoner år sedan, medan andra menar att de skapats av människohänder för ca 1200 år sedan. Osmanagic anser att det finns likheter mellan Costa Ricas klot och Bosniens klot. En stor skillnad mellan kloten är dock, enligt Osmanagic, att Bosniens stenklot är mycket äldre än Costa Ricas, nämligen lika gamla som pyramiden förmodas vara. En bosnisk författare (Ahmed Bosnić) och en egyptisk geolog (Dr Aly Abd Barakat) tillhör dem som efter att ha besökt en bosnisk klot-rik by (Ozimići), menar att stenkloten är artificiella. Medan den bosniska geologen Mile Vujačić menar att kloten formats naturligt av vatten för länge sedan. Osmanagic poängterar att det skall finnas en astronomisk koppling mellan pyramiden och Costa Ricas klot, då de sistnämnda uppges ha varit placerade på kullar och i form av en väderstrecksriktig triangel - precis som Solpyramiden i Bosnien. Hans hypotes är även att såväl Bosniens som Costa Ricas stenklot utmärker någon form av energi-zon. 
Vissa av kloten uppges ha en fint polerad yta, medan andra har ett mer robust och skrovlig ytskikt. De uppges vara från några cm i diameter till 3 meter i omkrets, materialet varierar från fall till fall; särskilt då kloten upphittats på många olika platser i landet, bland annat byarna Ozimići, Mećevići (Zavidovići), Trn, och Teočak. Stenkloten som hittats i Costa Rica varierar också i storlek, men i genomsnitt är de mycket större och tyngre än de bosniska kloten. Som mest väger dessa 50 ton och mäter 4 m i diameter.

### "Solens pyramid"

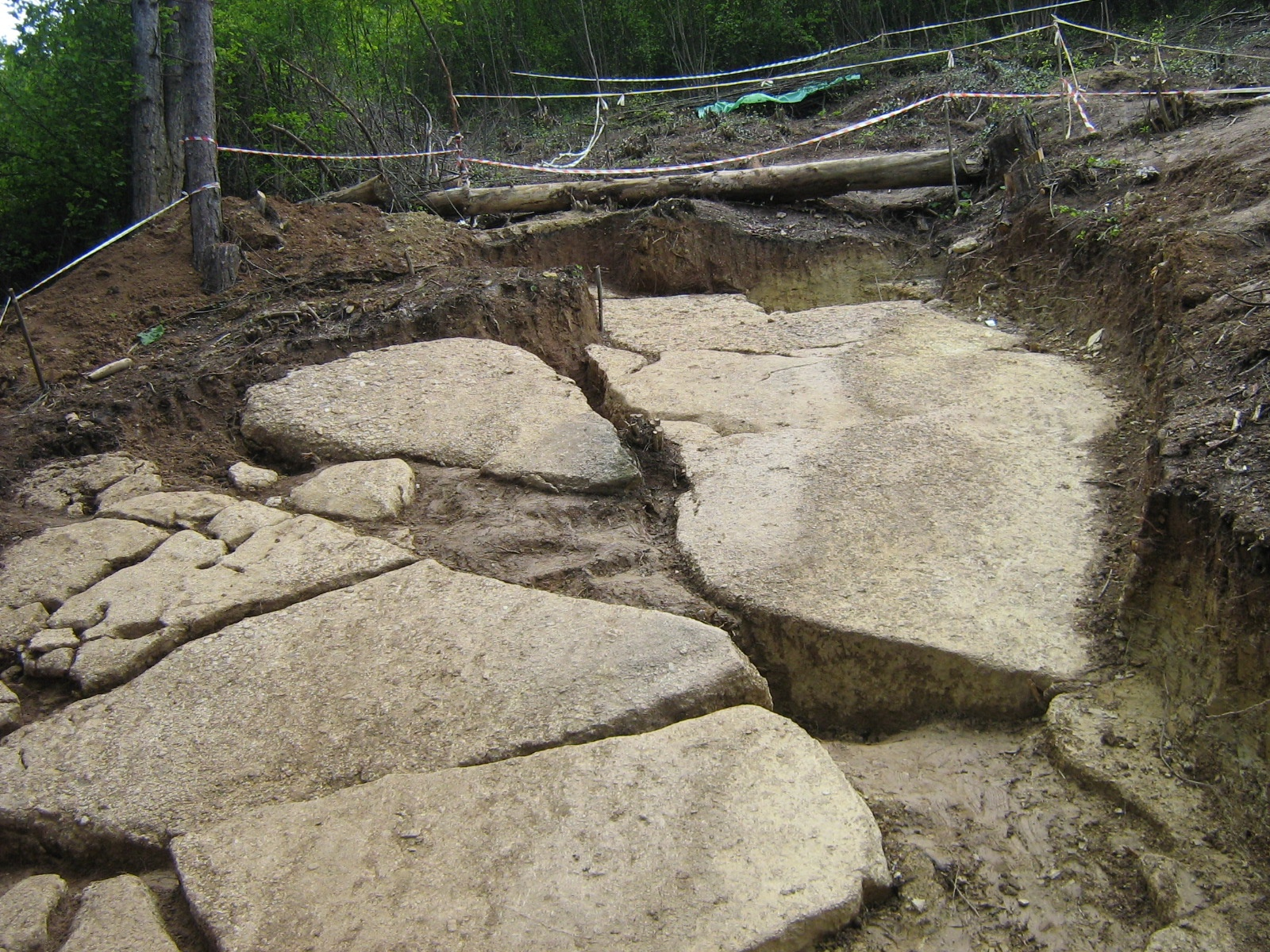
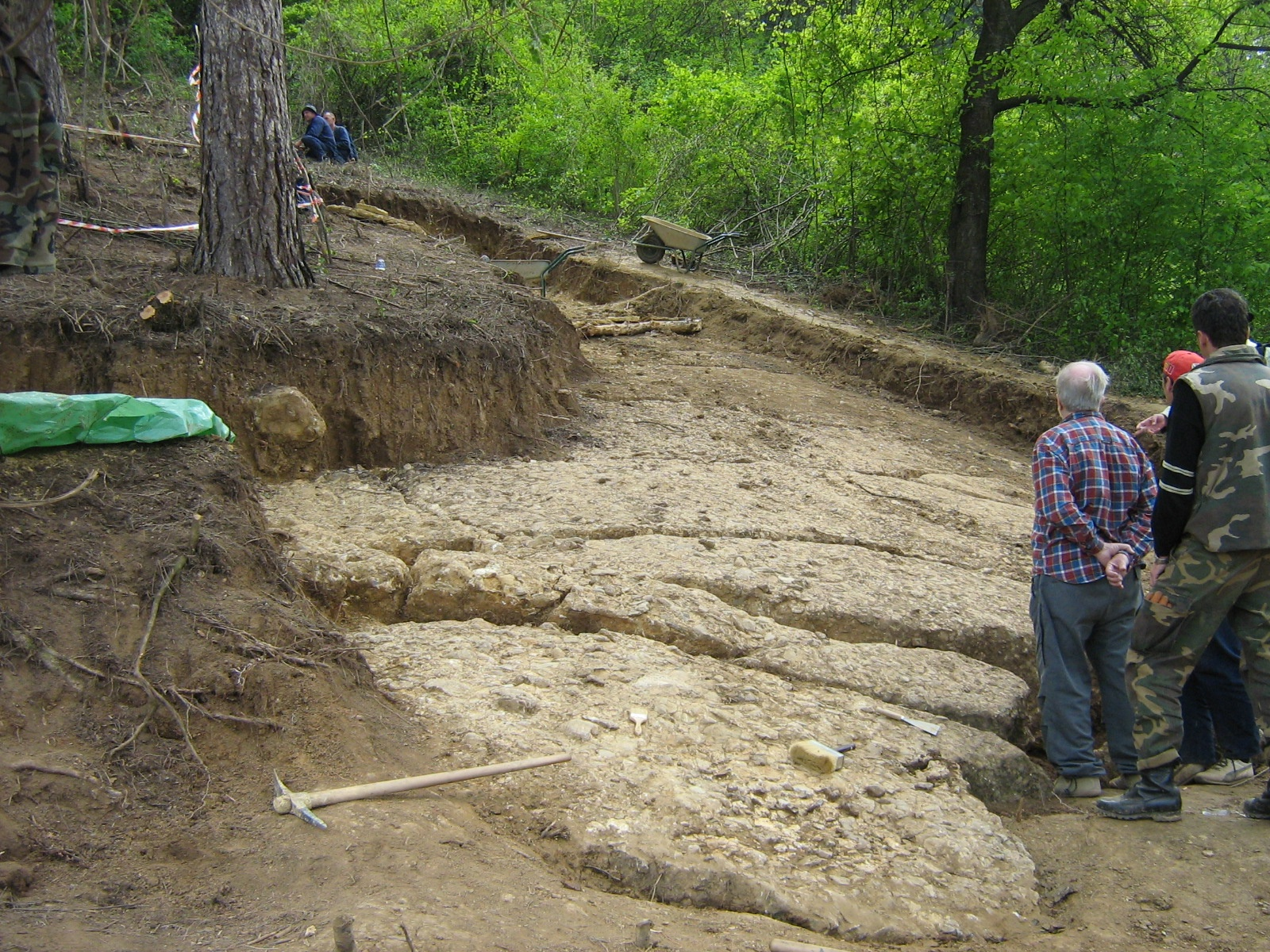
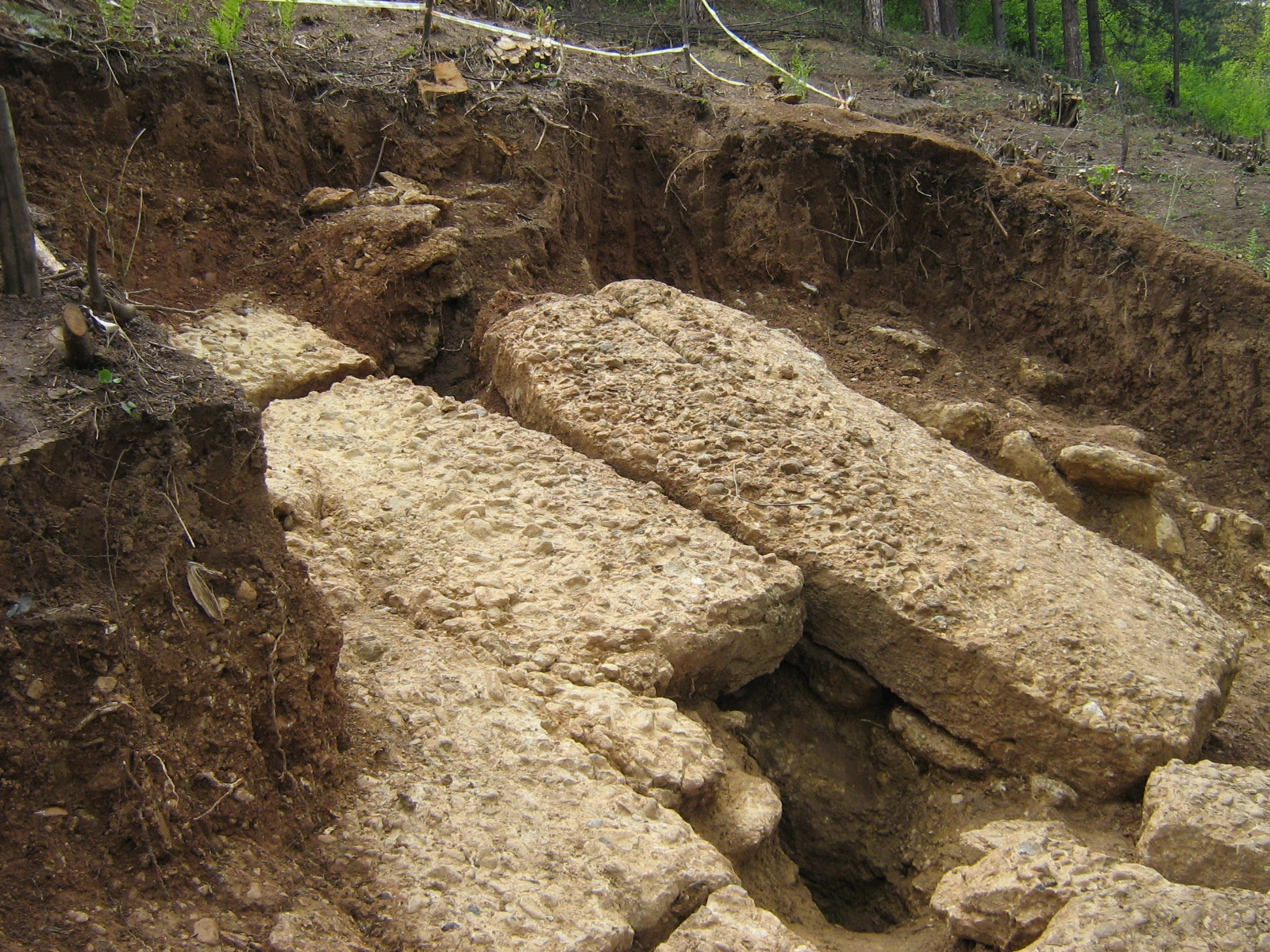
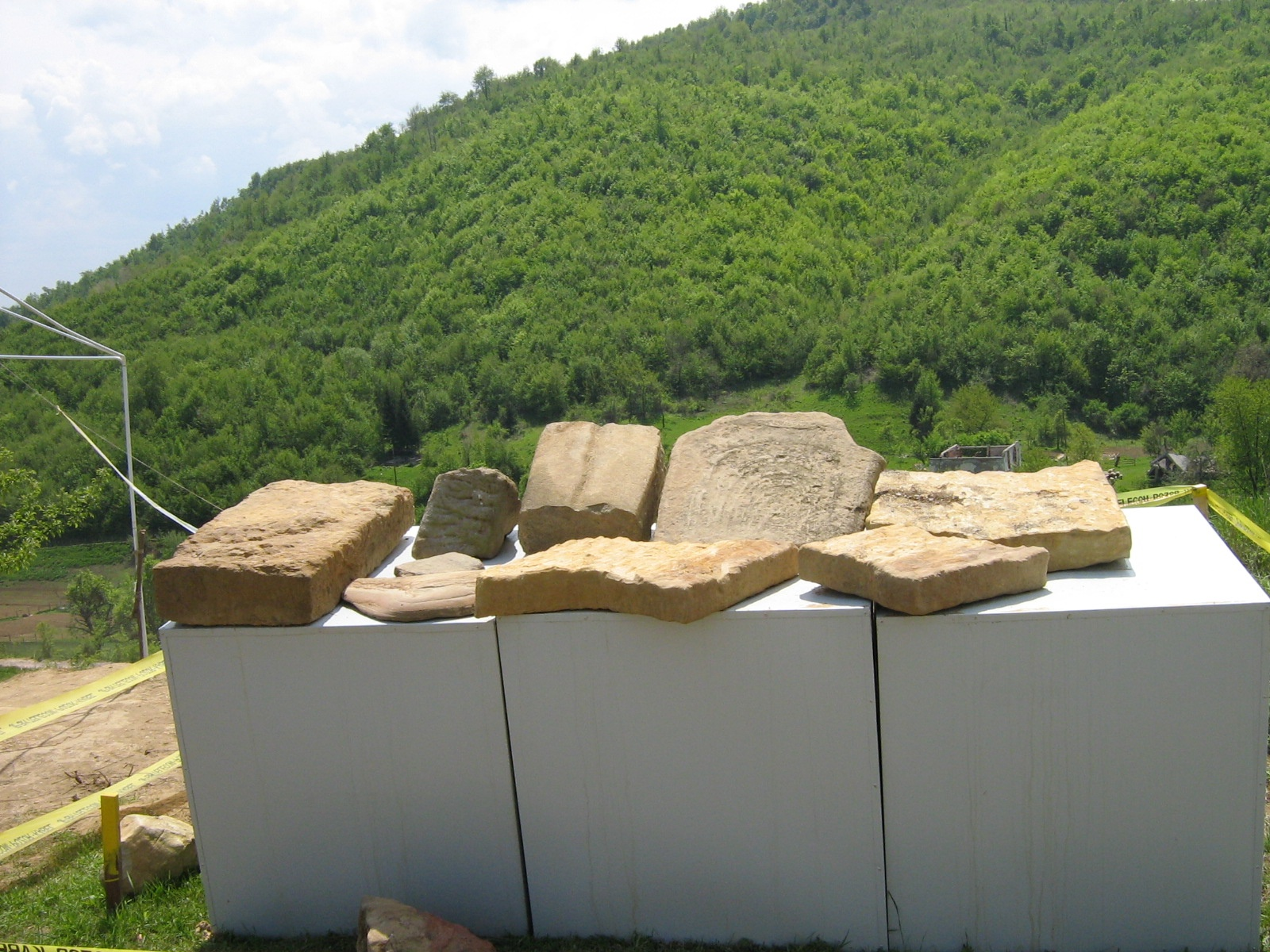

## Andra lämningar
I området där utgrävningar sker finns många fler arkeologiska lämningar, från både illyrier, romare, en medeltida (1338-1391) borg, samt många neolitiska lämningar. Pyramidjägarna har fått kritik, bland annat från juli/augusti-utgåvan (2006) av det amerikanska arkeologi-magasinet ”Archaeology” där skribenten rasar över de amatörmässigt utförda grävningarna som hotar att förstöra för professionella arkeologer, som inte är ute efter icke-existerande, urgamla pyramider. Artikelns författare Mark Rose kritiserar Osmanagic och hans handlande, och citerar ur Osmanagics bok "The World of the Maya" (Gorgias Press, Euphrates imprint, 2005) som föreslår att Mayafolket är ättlingar till det sjunkna Atlantis invånare, som numera flytt ut i rymden till ett annat stjärnsystem. Osmanagic förklarar dock att han inte menade vad han skrev då.

## Professionella arkeologers gensvar
Skeptiker;
1. Anthony Harding (arkeologiprofessor på universitet i Exeter och Tjeckiens arkeologiska institutions ordförande sedan 2003) avfärdar ”fyndet” som ”utflippat” och ”absurt”.
2. Garrett Fagan (Pennsylvanias universitet) menar att idén att gräva ut kullarna är lika idiotisk som idén att förstöra Stonehenge på jakt efter äldre lämningar som skulle kunna gömma sig under.
3. Curtis Runnels, (arkeolog vid University of Massachusetts i Boston, och expert på Baltikums förhistoria) slår fast att Osmanagic måste lägga fram enastående bevis innan han kan betraktas som trovärdig eller professionell. Curtis lägger även till att de människor som bebodde Bosnien under den tid då pyramiderna skall ha byggts var simpla samlarfolk som i bästa fall klarade av att resa ett tält eller två.

Entusiaster
1. Den egyptiska geologen Barakat och arkeologen Lamia El Hadidi håller med Osmanagic i hans idé om att pyramiden i faktum är människoskapad. Barakats har en teori om att pyramiden i grund och botten är en vanlig kulle, som människor sedan manipulerat (putsat, klätt med stenblock, grävt tunnlar och så vidare) till den grad att kullen getts en pyramidformad karaktär.
2. De amerikanska geofysikerna Amer Smailbegovic och Sean Anklam bekräftade i december 2005 ut att kullen i Bosnien mycket väl skulle kunna vara en uråldrig pyramid, Europas första monumentala byggnadsverk.

## Skepticism
- Osmanagics har en ifrågasättbar författarbakgrund, inkluderande New Age-romanticism, pseudovetenskapliga teorier om Atlantis, utomjordingar med mera.
- De flesta erkända arkeologer och geologer som haft möjlighet att undersöka bildningarna har fastslagit att dessa är helt naturliga.
- Så vitt vi vet så var de människor som levde i området vid tidpunkten för det eventuella byggandet av pyramiderna inte tillräckligt teknologiskt utvecklade för att klara av ett sådant komplicerat arbete.
- Den stora våg av turism och souvenirförsäljning som följt Osmanagics upptäckt pekar på att ekonomiska vinster är drivande, snarare än opartisk arkeologisk forskning.
- Frånvaron av folkliga myter/legender som borde vara väl etablerade om kullarna verkligen vore artificiella pyramider tyder på att så inte är fallet.
- Brist på tillräckliga, materiella bevis.
- Det har varit betecknande för pyramidentusiasternas argumentation att de vinklat experters uttalande till sin fördel.